# Zlatý míč 2001
Zlatý míč, cenu pro nejlepšího fotbalistu dle mezinárodního panelu sportovních novinářů, v roce 2001 získal anglický fotbalista Michael Owen z Liverpoolu. Šlo o 46. ročník ankety, organizoval ho časopis France Football a výsledky určili sportovní publicisté z 51 zemí Evropy.

## Pořadí
| Pořadí | Jméno                | Klub                          | Země               | Body |
| ------ | -------------------- | ----------------------------- | ------------------ | ---- |
| 1      | Michael Owen         | Liverpool FC                  | Anglie             | 176  |
| 2      | Raúl González        | Real Madrid                   | Španělsko          | 140  |
| 3      | Oliver Kahn          | Bayern Mnichov                | Německo            | 114  |
| 4      | David Beckham        | Manchester United             | Anglie             | 102  |
| 5      | Francesco Totti      | AS Řím                        | Itálie             | 57   |
| 6      | Luís Figo            | Real Madrid                   | Portugalsko        | 56   |
| 7      | Rivaldo              | Barcelona                     | Brazílie           | 20   |
| 8      | Andrij Ševčenko      | AC Milán                      | Ukrajina           | 18   |
| 9      | Thierry Henry        | Arsenal                       | Francie            | 14   |
| 9      | Zinédine Zidane      | Juventus Real Madrid          | Francie            | 14   |
| 11     | Bixente Lizarazu     | Bayern Mnichov                | Francie            | 10   |
| 12     | David Trézéguet      | Juventus                      | Francie            | 7    |
| 13     | Stefan Effenberg     | Bayern Mnichov                | Německo            | 6    |
| 14     | Henrik Larsson       | Celtic                        | Švédsko            | 4    |
| 14     | Alessandro Nesta     | Lazio Řím                     | Itálie             | 4    |
| 16     | Juan Sebastián Verón | Lazio Řím Manchester United   | Argentina · Itálie | 3    |
| 16     | Hernán Crespo        | Lazio Řím                     | Argentina · Itálie | 3    |
| 18     | Giovane Élber        | Bayern Mnichov                | Brazílie           | 2    |
| 18     | Gaizka Mendieta      | Valencie Lazio Řím            | Španělsko          | 2    |
| 18     | Roberto Carlos       | Real Madrid                   | Brazílie           | 2    |
| 18     | Damiano Tommasi      | AS Řím                        | Itálie             | 2    |
| 18     | Sami Hyypiä          | Liverpool                     | Finsko             | 2    |
| 18     | Emmanuel Olisadebe   | Polonia Varšava Panathinaikos | Polsko · Nigérie   | 2    |
| 18     | Ebbe Sand            | Schalke 04                    | Dánsko             | 2    |
| 25     | Roberto Baggio       | Brescia                       | Itálie             | 1    |
| 25     | Steven Gerrard       | Liverpool                     | Anglie             | 1    |
| 25     | Rui Costa            | Fiorentina AC Milán           | Portugalsko        | 1    |

Tito hráči byli rovněž nominováni, ale nedostali žádný hlas: Sonny Anderson, Fabien Barthez, Gabriel Batistuta, Gianluigi Buffon, Cafu, Vincent Candela, Eric Carrière, Alessandro Del Piero, Marcel Desailly, Rio Ferdinand, Ryan Giggs, Jimmy Floyd Hasselbaink, Iván Helguera, Harry Kewell, Patrick Kluivert, Samuel Kuffour, Hidetoši Nakata, Pavel Nedvěd, Pauleta, Robert Pirès, Paul Scholes, Lilian Thuram a Patrick Vieira.